# Chiudiporta
Il chiudiporta è un meccanismo idraulico largamente utilizzato nelle infrastrutture, con lo scopo di richiudere le porte (interne o esterne) di un'abitazione, condominio, negozio, ecc..
Ne esistono varie versioni, adattabili a qualsiasi tipo di serramento e con molte funzioni quali:
- Fermoporta: il fermoporta viene utilizzato su porte dove è presente un passaggio frequente di persone e consente di bloccare la porta in una posizione ben precisa (in base al modello, il blocco della porta può essere regolabile o meno).

Questa funzione non è utilizzabile su porte tagliafuoco perché la normativa EN1154 non lo consente.
Tutte le porte tagliafuoco, durante l'accostamento della/e anta/e devono essere obbligatoriamente equipaggiate di un sistema di chiusura denominato "sequenziatore di chiusura", questo permette, in caso di incendio, la chiusura dell'anta (dopo lo sblocco del magnete), nel caso di porta a doppia anta la chiusura viene regolata in modo da evitare l'accavallamento delle ante scongiurando l'accidentale espansione dell'incendio.
- Regolazione in apertura: questa funzione (definita "Back Check"), a seconda della regolazione effettuata, attenua la velocità della porta durante l'apertura; questa caratteristica è molto utilizzata per le porte soggette a correnti d'aria, perché evita lo sbattere della porta contro il muro.
- Regolazione idraulica in chiusura: ogni volta che la porta viene aperta il chiudiporta richiude con una certa velocità, fino a circa 15°, la porta.

È possibile regolare questa velocità tramite una valvola termostatica a vite.
- Scatto finale: Questa regolazione, che può essere regolabile tramite valvola termostatica oppure determinata dalla forza della molla interna, interviene non appena la porta raggiunge i 15° circa di apertura, normalmente questa seconda velocità garantisce la corretta chiusura dell'anta.

Lo scatto finale è utilizzato in porte dove è installata una serratura abbastanza "dura" da richiudere, questa forza aggiuntiva garantisce la regolare chiusura del meccanismo.
- Regolazione molla: in alcuni tipi di chiudiporta esiste una regolazione che permette di applicare una maggiore o minore spinta durante l'apertura della porta, questa regolazione è anche in funzione del peso e dimensione della porta.
- Regolazione ritardo alla chiusura: è molto utilizzata negli ambienti dove transitano persone disabili, in pratica il chiudiporta una volta aperto, impiega un determinato tempo, che varia in base alla regolazione, prima di effettuare la chiusura, per cui il disabile ha tutto il tempo di passare senza rischiare di impattare contro la porta in fase di chiusura.

## Tipologie
I chiudiporta possono essere:
- Aerei: i chiudiporta aerei vengono installati nella parte superiore della porta, vicino ai cardini, grazie ad una dima di montaggio specifica per ogni modello in commercio. Sono disponibili chiudiporta per porte piccole e leggere fino a porte molto grandi e pesanti utilizzati in ambienti navali.
- A pavimento: i chiudiporta a pavimento vengono posizionati in una nicchia di misura predefinita ricavata nel pavimento, questi meccanismi sostengono interamente la porta quindi è fondamentale una corretta identificazione del prodotto in base ai requisiti della porta. Questi chiudiporta richiedono necessariamente i cardini superiori e inferiori dedicati.
- Ad architrave: questi chiudiporta, per quanto riguarda il posizionamento, sono l'esatto opposto dei chiudiporta a pavimento infatti vengono applicati nella parte superiore del telaio, con un profilo dedicato. Anche in questo caso sono necessari cardini dedicati nella parte superiore e inferiore.
- A scomparsa: i chiudiporta a scomparsa migliorano notevolmente l'estetica della porta, la sua applicazione è interamente all'interno dell'anta / telaio.

La scelta del chiudiporta si basa sulla larghezza dell'anta e il peso, la linea guida utilizzata per identificare la forza idonea è contenuta nella norma EN 1154.